# Morotani Yoshitake
Morotani Yoshitake (諸谷義武) (17 tháng 1, 1907 – 16 tháng 4, 2002) là cụu chính trị gia người Nhật Bản. Ông  đã từng phục vụ 3 nhiệm kỳ với tư cách là Thị trưởng thành phố Nagasaki từ năm 1967 đến năm 1979.